# Santos Mártires das Missões
Santos Mártires das Missões foram três padres jesuítas, Roque González, Afonso Rodrigues e João de Castilhos, mortos em 1628 e canonizados pelo Papa João Paulo II em 1988.
Em 1928, por ocasião do tricentenário do martírio, o processo de canonização foi retomado pela diocese de Uruguaiana, que tinha jurisdição sobre a região onde ocorreu o martírio, sediou o processo canônico. O postulador da causa foi o padre palotinos Frederico Schwinn e o vice-postulador, o padre Thomaz Travi.
Em 1932, o processo de beatificação tinha 790 páginas. Em 1934, o Papa Pio XI, beatificou os três mártires, desse modo, foi autorizado o culto diocesano ao padre Roque. A partir desse momento se organizam as primeiras romarias ao local do martírio e ganhou impulso a devoção popular ao mártir, além disso, o dia do martírio do Padre Roque González passou a fazer parte do calendário litúrgico de quatro países da América do Sul.
Em 1940, ocorreu, no Rio Grande do Sul, a cura milagrosa de Maria Catarina Stein que sofria de de câncer e estava desenganada pelos médicos. Seu marido prostrou de joelhos diante do Coração do Padre Roque e rezou com muita fé, ao retornar para casa, encontrou a esposa curada. Maria, que estava com 50 anos, viveu por mais
28 anos.
Em 1978, por ocasião dos 350 anos do martírio, o processo foi retomado com o apoio de religiosos e bispos do Rio Grande do Sul, do Uruguai, do Paraguai e da Argentina. Em fevereiro de 1978, foi realizado um encontro na cidade de Posadas (Argentina), no qual decidiu-se que os três mártires passariam a ser reconhecidos como os "Mártires das Missões".
Em 1983, o Papa João Paulo II promoveu uma reforma para simplificar os processos de canonização.